# Setaria
Setaria là một chi cỏ thuộc họ Poaceae. 

## Loài
Chi này có hơn 100 loài phân bố ở nhiều khu vực ôn đới và nhiệt đới trên khắp thế giới, và các thành viên chi thường được gọi là "đuôi cáo.
Một số loài được trồng làm thực phẩm như kê đuôi cáo (S. italica) và korali (S. pumila), trong khi một số loài bị xem là loài xâm lấn. Setaria viridis hiện đang được phát triển thành một mẫu di truyền cho các loại cỏ năng lượng sinh học.
Các loài
Tính đến tháng 5 năm 2024:
- Setaria adhaerens (Forssk.) Chiov.
- Setaria albovillosa (S.T.Blake) R.D.Webster
- Setaria alonsoi Pensiero & A.M.Anton
- Setaria ankarensis (A.Camus) ined.
- Setaria apiculata (Scribn. & Merr.) K.Schum.
- Setaria appendiculata (Hack.) Stapf
- Setaria arizonica Rominger
- Setaria atrata Hack.
- Setaria australiensis (Scribn. & Merr.) Vickery
- Setaria austrocaledonica (Balansa) A.Camus
- Setaria aversa (Vickery) R.D.Webster
- Setaria barbata (Lam.) Kunth
- Setaria barbinodis R.A.W.Herrm.
- Setaria basiclada (Hughes) R.D.Webster
- Setaria bathiei A.Camus
- Setaria bosseri A.Camus
- Setaria brigalow R.D.Webster
- Setaria brownii Desv.
- Setaria carinata S.Nozawa & Pensiero
- Setaria cernua Kunth
- Setaria chapmanii (Vasey) Pilg.
- Setaria chondrachne (Steud.) Honda
- Setaria clementii (Domin) R.D.Webster
- Setaria clivalis (Ridl.) Veldkamp
- Setaria constricta (Domin) R.D.Webster
- Setaria cordobensis R.A.W.Herrm.
- Setaria corrugata (Elliott) Schult.
- Setaria criniformis (S.T.Blake) R.D.Webster
- Setaria desertorum (A.Rich.) Morrone
- Setaria dielsii R.A.W.Herrm.
- Setaria distans (Trin.) Veldkamp
- Setaria distantiflora (A.Rich.) Pilg.
- Setaria elegantula (Mez) Morat
- Setaria faberi R.A.W.Herrm.
- Setaria fiebrigii R.A.W.Herrm.
- Setaria finita Launert
- Setaria flavida (Retz.) Veldkamp
- Setaria forbesiana (Nees ex Steud.) Hook.f.
- Setaria gausa (S.T.Blake) R.D.Webster
- Setaria geminata (Forssk.) Veldkamp
- Setaria globoidea (Domin) R.D.Webster
- Setaria globulifera (Steud.) Griseb.
- Setaria gracillima Hook.f.
- Setaria grandis Stapf
- Setaria grandispiculata (B.K.Simon) R.D.Webster
- Setaria grisebachii E.Fourn.
- Setaria guizhouensis S.L.Chen & G.Y.Sheng
- Setaria hassleri Hack.
- Setaria homonyma (Steud.) Chiov.
- Setaria humbertiana A.Camus
- Setaria hunzikeri Anton
- Setaria incrassata (Hochst.) Hack.
- Setaria intermedia Roem. & Schult.
- Setaria italica (L.) P.Beauv.
- Setaria jaffrei Morat
- Setaria johnsonii (B.K.Simon) ined.
- Setaria jubiflora (Trin.) R.D.Webster
- Setaria kagerensis Mez
- Setaria lachnea (Nees) Kunth
- Setaria latifolia (Scribn.) R.A.W.Herrm.
- Setaria leonis (E.Ekman) León
- Setaria leucopila (Scribn. & Merr.) K.Schum.
- Setaria liebmannii E.Fourn.
- Setaria limensis Tovar
- Setaria lindenbergiana (Nees) Stapf
- Setaria longipila E.Fourn.
- Setaria longiseta P.Beauv.
- Setaria macrosperma (Scribn. & Merr.) K.Schum.
- Setaria macrostachya Kunth
- Setaria madecassa A.Camus
- Setaria magna Griseb.
- Setaria megaphylla (Steud.) T.Durand & Schinz
- Setaria mendocina Phil.
- Setaria mildbraedii Mez ex C.E.Hubb.
- Setaria montana Reeder
- Setaria nicorae Pensiero
- Setaria nigrirostris (Nees) T.Durand & Schinz
- Setaria oblongata (Griseb.) Parodi
- Setaria obscura de Wit
- Setaria obtusifolia (Delile) Morrone
- Setaria oplismenoides R.A.W.Herrm.
- Setaria orthosticha K.Schum. ex R.A.W.Herrm.
- Setaria palmeri Henrard
- Setaria palmifolia (J.Koenig) Stapf
- Setaria pampeana Parodi ex Nicora
- Setaria paraguayensis Pensiero
- Setaria parodii Nicora
- Setaria parviflora (Poir.) Kerguélen
- Setaria paspalidioides Vickery
- Setaria paucifolia (Morong) Lindm.
- Setaria perrieri A.Camus
- Setaria petiolata Stapf & C.E.Hubb.
- Setaria pflanzii Pensiero
- Setaria plicata (Lam.) T.Cooke
- Setaria poiretiana (Schult.) Kunth – grama negra, gramalote sacha
- Setaria pradana (León ex C.L.Hitchc.) León
- Setaria pseudaristata (Peter) Pilg.
- Setaria pumila (Poir.) Roem. & Schult.
- Setaria punctata (Burm.f.) Veldkamp
- Setaria queenslandica Domin
- Setaria rara (R.Br.) R.D.Webster
- Setaria reflexa (R.D.Webster) R.D.Webster
- Setaria restioidea (Franch.) Stapf
- Setaria retiglumis (Domin) R.D.Webster
- Setaria reverchonii (Vasey) Pilg.
- Setaria rigida Stapf
- Setaria roemeri Jansen
- Setaria rosengurttii Nicora
- Setaria sagittifolia (A.Rich.) Walp.
- Setaria scabrifolia (Nees) Kunth
- Setaria scandens Schrad.
- Setaria scheelei (Steud.) Hitchc.
- Setaria scottii (Hack.) A.Camus
- Setaria setosa (Sw.) P.Beauv.
- Setaria spartella (S.T.Blake) R.D.Webster
- Setaria sphacelata (Schumach.) Stapf & C.E.Hubb.
- Setaria stolonifera Boldrini
- Setaria submacrostachya Luces
- Setaria sulcata Raddi
- Setaria surgens Stapf
- Setaria tabulata (Hack.) R.D.Webster
- Setaria taolanensis A.Camus
- Setaria tenacissima Schrad.
- Setaria tenax (Rich.) Desv.
- Setaria texana Emery
- Setaria uda (S.T.Blake) R.D.Webster
- Setaria utowanaea (Scribn.) Pilg.
- Setaria vaginata Spreng.
- Setaria variifolia (Swallen) Davidse
- Setaria vatkeana K.Schum.
- Setaria verticillata (L.) P.Beauv.
- Setaria villosissima (Scribn. & Merr.) K.Schum.
- Setaria viridis (L.) P.Beauv.
- Setaria vulpiseta (Lam.) Roem. & Schult.
- Setaria welwitschii Rendle
- Setaria yunnanensis Keng f. & K.D.Yu

Trước đây gồm có
Nhiều loài trước đây được xem là thành viên của Setaria nhưng sau đó đã được sắp xếp lại vào các chi sau: Brachiaria, Dissochondrus, Echinochloa, Holcolemma, Ixophorus, Oplismenus, Panicum, Pennisetum, Pseudoraphis, Setariopsis, và Urochloa.

## Hình ảnh

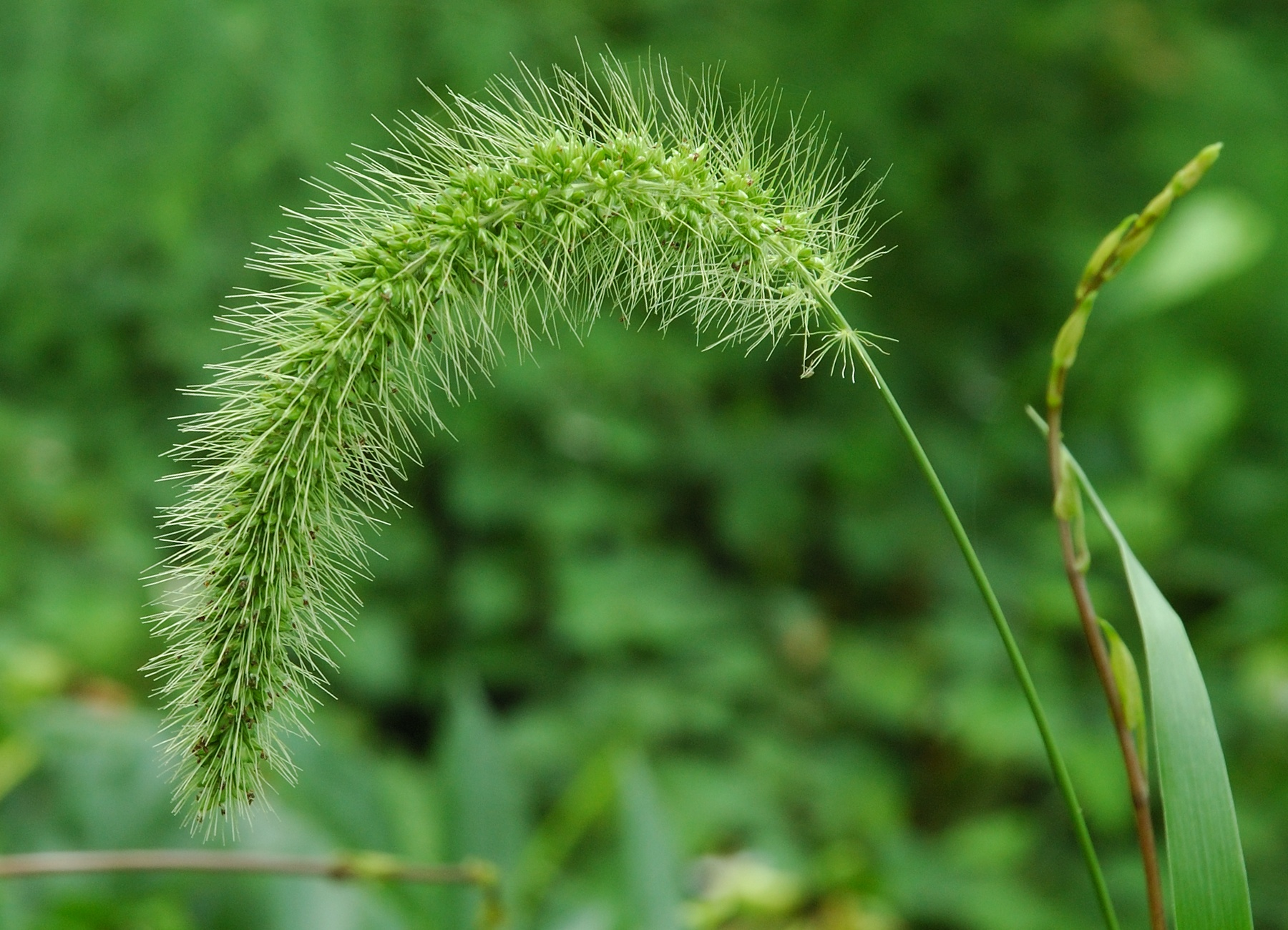
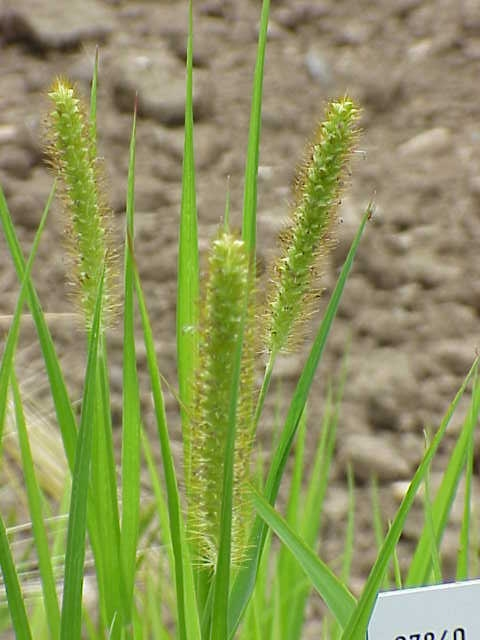
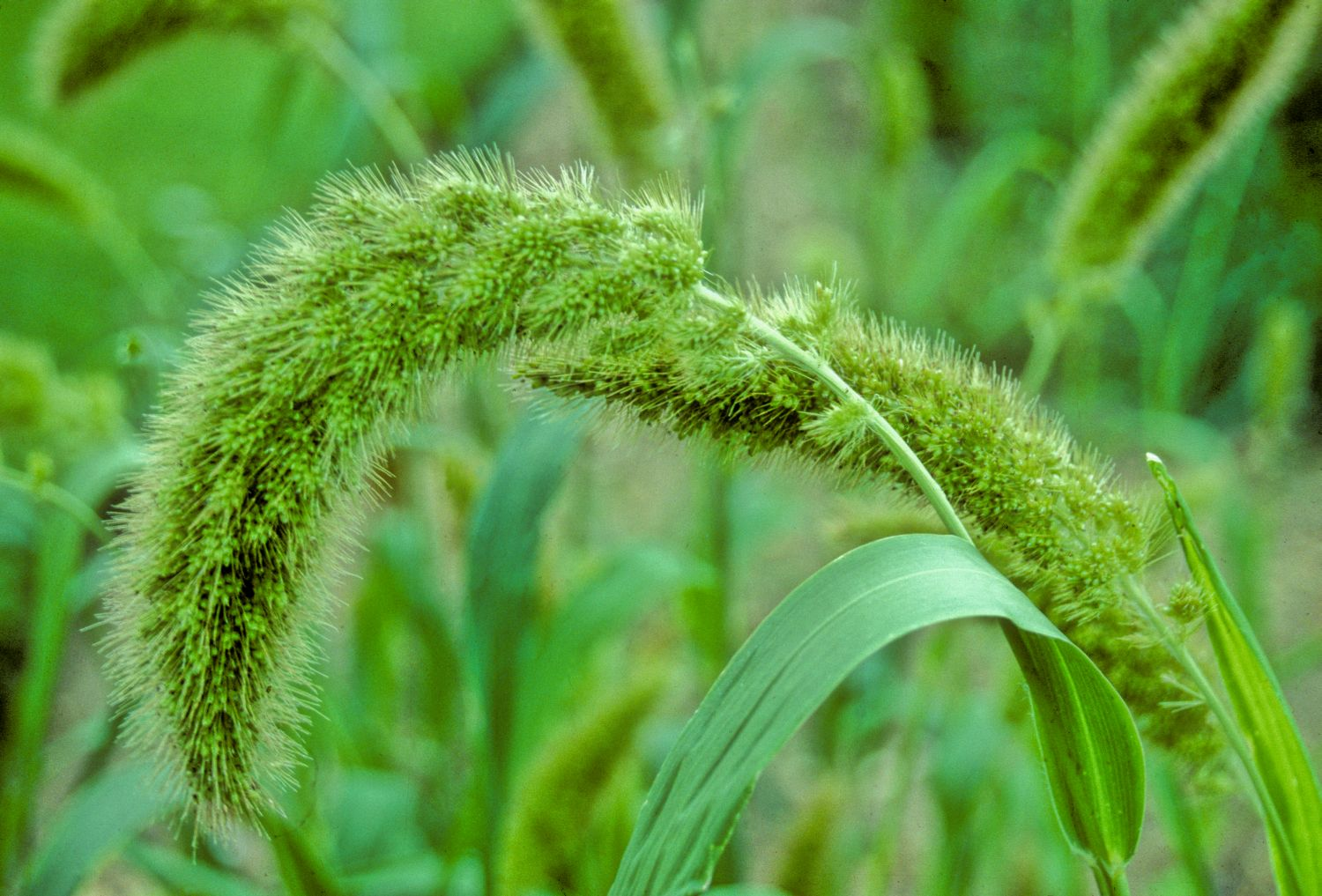
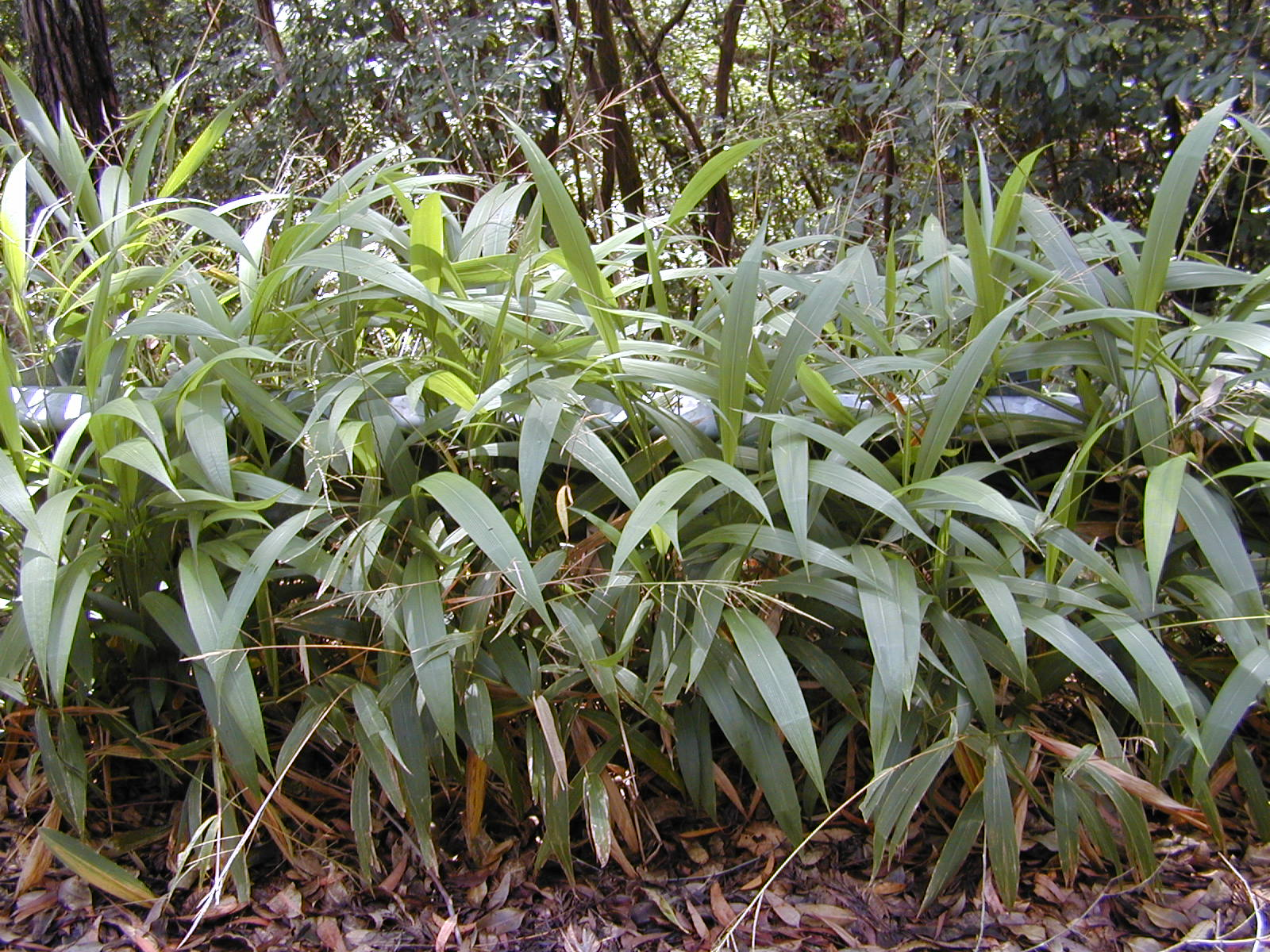